# Hymenophyllum sibthorpioides
Hymenophyllum sibthorpioides är en hinnbräkenväxtart som först beskrevs av Jean Baptiste Bory de Saint-Vincent och Carl Ludwig Willdenow, och fick sitt nu gällande namn av Georg Heinrich Mettenius och Oskar Kuhn. Hymenophyllum sibthorpioides ingår i släktet Hymenophyllum och familjen Hymenophyllaceae. Inga underarter finns listade.